# Yaşar Erkan
Yaşar Erkan (Turquía, 30 de abril de 1911-Esmirna, 18 de mayo de 1986) fue un deportista turco especialista en lucha grecorromana donde llegó a ser campeón olímpico en Berlín 1936.

## Carrera deportiva
En los Juegos Olímpicos de 1936 celebrados en Berlín ganó la medalla de oro en lucha grecorromana estilo peso pluma, por delante del finlandés Aarne Reini (plata) y del sueco Einar Karlsson (bronce).